# Trubschachen
Trubschachen est une commune suisse du canton de Berne, située dans l'arrondissement administratif de l'Emmental.

Photo aérienne (1950)

## Industrie
- La fabrique de biscuit Kambly

## Jumelage
- Strmilov (Tchéquie)